# Čenstochová
Čenstochová (polsky  Częstochowa [t͡ʂɛ̃stɔˈxɔva]IPA) je město s postavením okresu v jižním Polsku ve Slezském vojvodství. Leží na řece Wartě v severní části Krakovsko-čenstochovské vysočiny. Ač historicky náleží do Malopolska, po administrativní reformě z roku 1999 byla připojena do Slezského vojvodství, Čenstochová však do Slezska nepatří a obyvatelé města usilují o vytvoření samostatného vojvodství s hlavním městem v Čenstochové. Žije zde přibližně 205 tisíc obyvatel.
Ve městě, na Jasné Hoře stojí kostel a klášter se slavnou ikonou Panny Marie Čenstochovské (tzv. Černá Madona), který je jedním z nejvýznamnějších poutních míst Evropy. Z tohoto důvodu je Čenstochová uznávána jako hlavní duchovní město Polska a je světově proslulá.

## Statistické údaje
Počet obyvatel (2008): 241 449.
Struktura zaměstnanosti obyvatel (2004):
- procento lidí v předproduktivním věku: 17,5%
- procento lidí v produktivním věku: 65,7%
- procento lidí v poproduktivním věku: 16,8%

Rozloha Čenstochové: 160 km².

## Přírodní podmínky
Čenstochová leží na hranici tří geomorfologických oblastí: Slezské plošiny, Krakovsko–čenstochovské vysočiny a Vožnicko–věluňské vysočiny. Území města se geologicky skládá ze štěrků, písků, jílů a vápence z období horní jury.

### Vodní toky

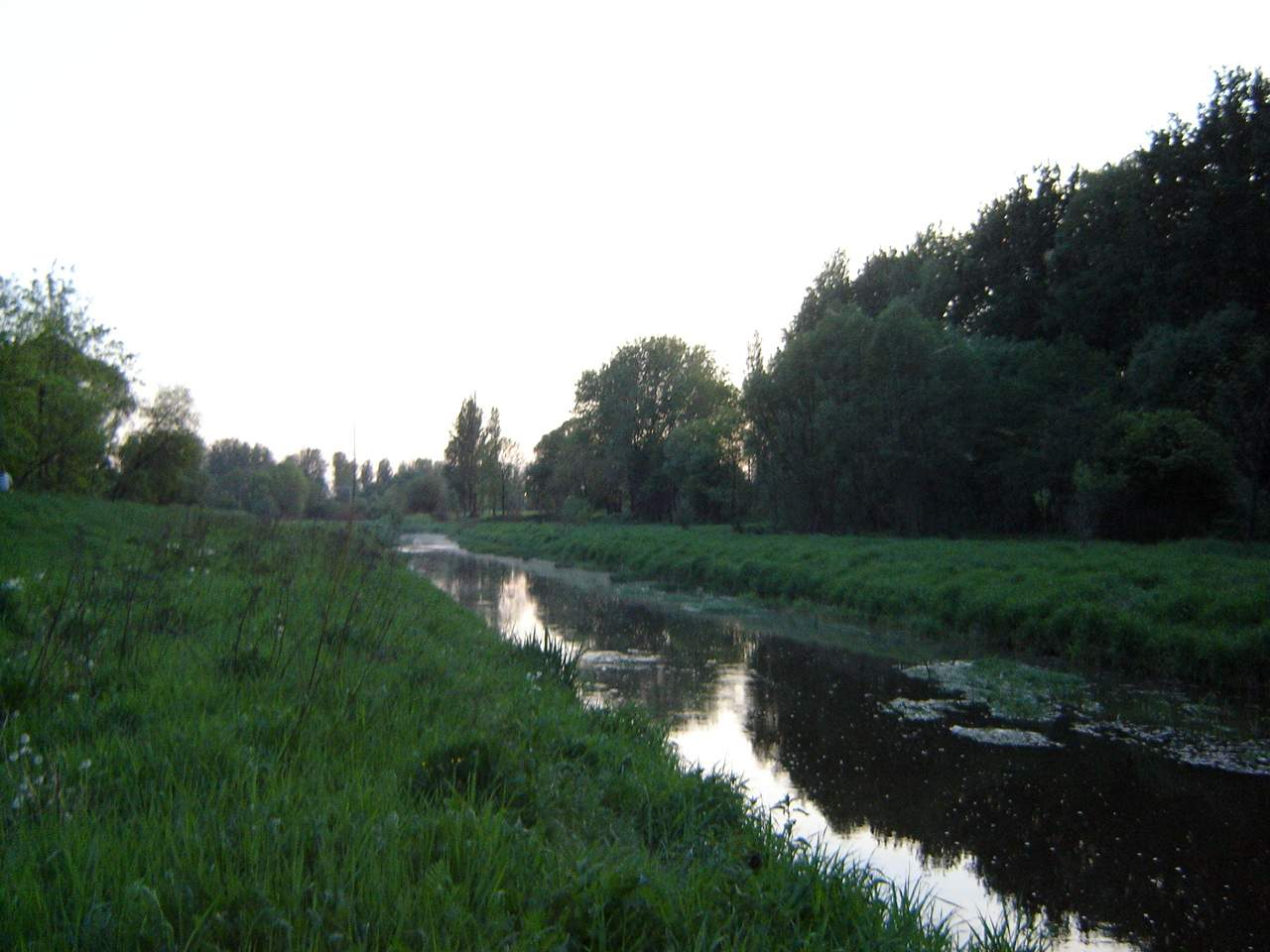
Řeka Stradomka

| Název toku | % délky toku na území města ku celkové délce |
| Biała      | 38%                                          |
| Brzezinka  | 63%                                          |
| Gorzelanka | 26%                                          |
| Konopka    | 46%                                          |
| Kucelinka  | 100%                                         |
| Sobuczyna  | 49%                                          |
| Stradomka  | 47%                                          |
| Warta      | 1,9%                                         |

## Historie

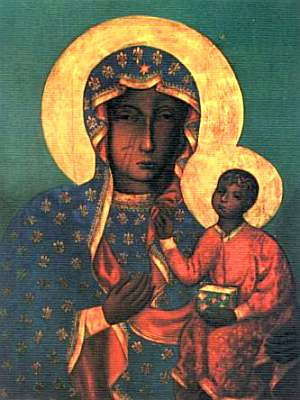
Panna Marie Čenstochovská

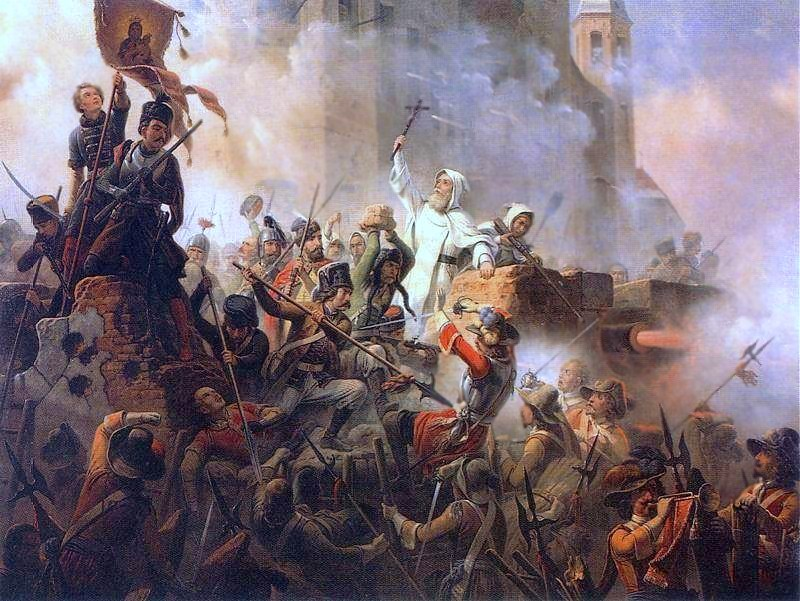
Obrana Jasné Hory 1655 (January Suchodolski)

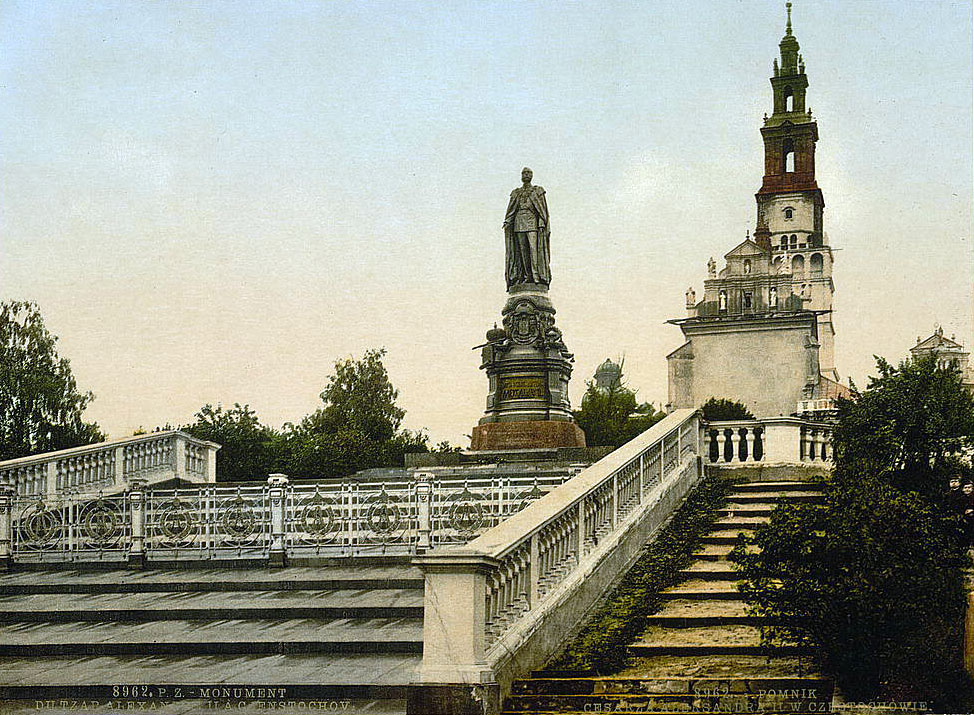
Pomník cara Alexandra II., který stál před Jasnou Horou v letech 1889–1917

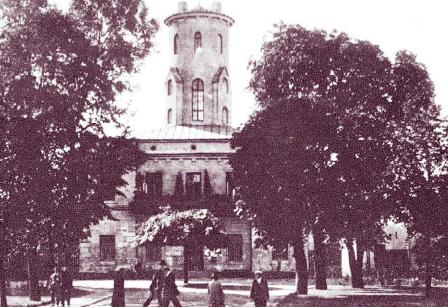
Radnice v Čenstochové na počátku dvacátého století

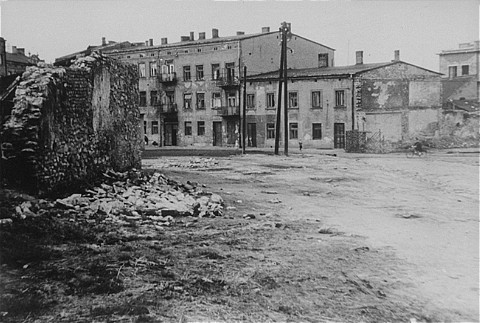
Varšavská tržnice v Čenstochovském ghettu – místo shromažďování Židů k deportaci

Čenstochová vznikla v 13. století. První zmínka pochází z roku 1220. Název vychází ze slovanského jména Čenstoch. V letech 1370–1393 si Čenstochová stala lénem knížeten Vladislava II. Opolského, který v roce 1382 nadal klášter paulínů. Městské právo bylo uděleno v roce 1356, a v roce 1502 bylo zavedeno právo magdeburské.
Klášter byl v 17. století těžce opevněn, v roce 1655, v době švédské potopy, odmítl povolit vstup švédským vojskům a ubránil se následnému obležení. Hrdinná obrana kláštera před útokem na polskou národní svatyni, který Poláci vnímali jako mimořádně podlý, vyburcovala řadu polských obyvatel k povstání, které uspíšilo konec švédské nadvlády nad Polskem. Obranu kláštera velice dramaticky vylíčil Henryk Sienkiewicz ve svém románu Potopa, ovšem současná historická bádání ukazují, že jeho popis obrany kláštera se od skutečnosti značně odchyluje.
Četné nájezdy, požáry i plundrování uvedly město do úpadku. V době barské konfederace bylo okolí Čenstochové jedním z hlavních míst odporu konfederačních vojsk. Po druhém dělení Polska se ocitla v Kališském departamentu jižních Prus. Po roce 1807 se ocitá v Kališském departamentu Varšavského knížectví, od roku 1815 v Kališském vojvodství Království Polského. V počátcích existovaly Stará Čenstochová a Čenstochovka (městská práva od roku 1717 jakožto Nová Čenstochová),
které byly sloučeny 19. srpna 1826. V roce 1819 byla vojenským inženýrem Janem Bernhardem vytyčena nejdůležitější městská cesta – Alej Panny Marie (nyní Alej Nejsvětější Panny Marie v Čenstochové.
Díky poloze u Varšavsko–Vídeňské železnice (postavena 17. listopadu 1846), přítomnosti ložisek rud železa (nyní neexploatované, podkladů vápence jakož i čistých a hojných zásob vody řek se v roce 1870 začal rozvíjet průmysl – hutní (Huť Čenstochová, jejíž výstavbu inicioval Bernard Hantke), textilní a papírenský. V roce 1903 Čenstochová získala železniční spojení s Herbami a v roce 1911 s Kielci. V roce 1909 se konala ve městě velká zemědělsko–průmyslová výstava.
Za první světové války byla Čenstochová bez boje 3. srpna 1914 zabrána německými vojsky. V prvních dnech okupace bylo vykonáno mnoho vražd v podjasnohorské oblasti a deportována spousta obyvatel do Německa. V době války město poprvé v historii získalo městskou samovládu. Čenstochová byla osvobozena 11. listopadu 1918, kdy oddíly Polské vojenské organizace a občanských milicí, přistoupili k odzbrojování ustupujících Němců. Nadcházejícího dne připochodovaly čenstochovskými Alejemi tři skupiny Polské Armády pod vedením kpt. Ludwikowského. Jasná Hora od 26. dubna 1915 do 4. listopadu 1918 vytvořila enklávu pod okupací Rakouska-Uherska. V období Rusko–polské války po zhroucení se polské ofenzivy na Kyjev v roce 1920 Čenstochová musela ubytovat a uživit ukrajinskou vládu Semena Petlury spolu s dvěma tisíci uprchlíků. Město nebylo schopno umístit a udržet všechny uprchlíky, což vyvolalo protesty obyvatel. V roce 1921 většina z nich opustila město. Kromě toho v období slezských povstání byla Čenstochová hlavním střediskem pomoci pro povstalce. Ve městě byly organizovány sbírky peněz i léků a také místa náboru dobrovolníků.
V období meziválečného dvacetiletí lokální průmysl zvolna upadal. Od roku 1925 se v Čenstochové nachází sídlo biskupství (od roku 1992 arcibiskupství). Díky důrazu na rozvoj řemesel, zvláště památkářského, byla nazývána "malým Norimberkem". V roce 1939 měla Čenstochová už 138 tisíc obyvatel, což jí pasovalo na 8. místo žebříčku největších měst Polska.
V době druhé světové války byla území ležící na západ a jih od Čenstochové včleněna do Třetí říše, naproti tomu samo město se stalo částí Generálního gouvernementu a neslo německý název Tschenstochau. Němci vkročili do města 3. září 1939 a již nadcházejícího dne zahájili vraždění, které se do historie zapsalo pod názvem "Krvavé pondělí". V roce 1940, v rámci akce AB, dokončilo exterminaci inteligence. Více než 40 tisíc Židů se ocitlo v čenstochovském ghettu a většina byla vyvražděna nacistickými vojáky. Ve městě byl vybudován stalag 367 určený pro sovětské a italské vojenské zajatce. Po pádu varšavského povstání byla Čenstochová hlavním městem Polského podzemního státu. V době války a bezprostředně po ní v okolí Čenstochové působily silné partyzánské oddíly nezávislého podzemí. Do nejznámějších akcí z tohoto období patří úder (20. dubna 1943) na německou Emisní banku (dnes sídlo Slezské banky v Alejích) provedený oddíly "Stepa" a "Zagłoby" Národních ozbrojených sil společně se Zemskou armádou. 16. ledna 1945 Čenstochovou bez boje opustila německá vojenská posádka a město bylo obsazeno sovětskými oddíly mjr. Semjona Chochrjakova.
V období Lidového Polska zajistila rychlá výstavba hutě, která získala jméno Boleslava Bieruta (po roce 1989 se vrátila k původnímu jménu Huť Čenstochová), dynamický rozvoj města. Sídlo zde našlo celopolské Sjednocení těžby železných rud. V letech 1946–1950 se připojila Čenstochová (podobně jako v meziválečném období) ke kieleckému vojvodství a v letech 1975–1998 byla hlavním městem čenstochovského vojvodství.
Čenstochovou navštívil šestkrát Jan Pavel II: v letech 1979, 1983, 1987, 1991, 1997 a 1999. 15. srpna 1991 zde sloužil slavnostní Mši svatou (končící VI Světové dny mládeže), na které se shromáždilo 1,5 milionu věřících a papež obdržel od vlády města klíč od jeho brán jakož i titul čestného obyvatele (Čenstochová byla prvním městem na světě, od kterého přijal takovéto vyznamenání). 26. května 2006 počastoval Čenstochovou svou návštěvou také jeho nástupce Benedikt XVI.
Jako první město ve střední Evropě Čenstochová obdržela čestnou vlajku Rady Evropy (1993) jakož i hlavní cenu této organizace – Prix de l'Europe (1998) – za práci v oblasti evropské integrace a rozvoj spolupráce se samosprávami evropských měst. Kontroverzní průběh měla administrativní reforma z roku 1999 díky které se Čenstochová, náležející historicky do Malopolska, ocitla ve Slezském vojvodství. Část lokálních politiků tehdy podporovala vytvoření Staropolského vojvodství společně s Kielci a nebo i Radomem.

## Administrativní rozdělení města
Čtvrti Čenstochové:
| - Błeszno - Częstochówka–Parkitka - Dźbów - Gnaszyn–Kawodrza - Grabówka - Kiedrzyn - Lisiniec - Mirów - Ostatni Grosz - Podjasnogórska | - Północ - Raków - Stare Miasto - Stradom - Śródmieście - Trzech Wieszczów - Tysiąclecie - Wrzosowiak - Wyczerpy–Aniołów - Zawodzie–Dąbie |

## Památky, turistické atrakce a poutní místo

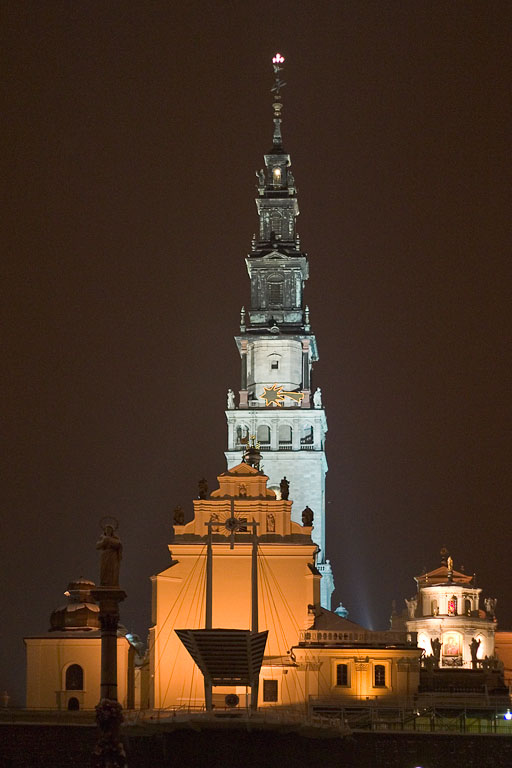
Jasná Hora v noci

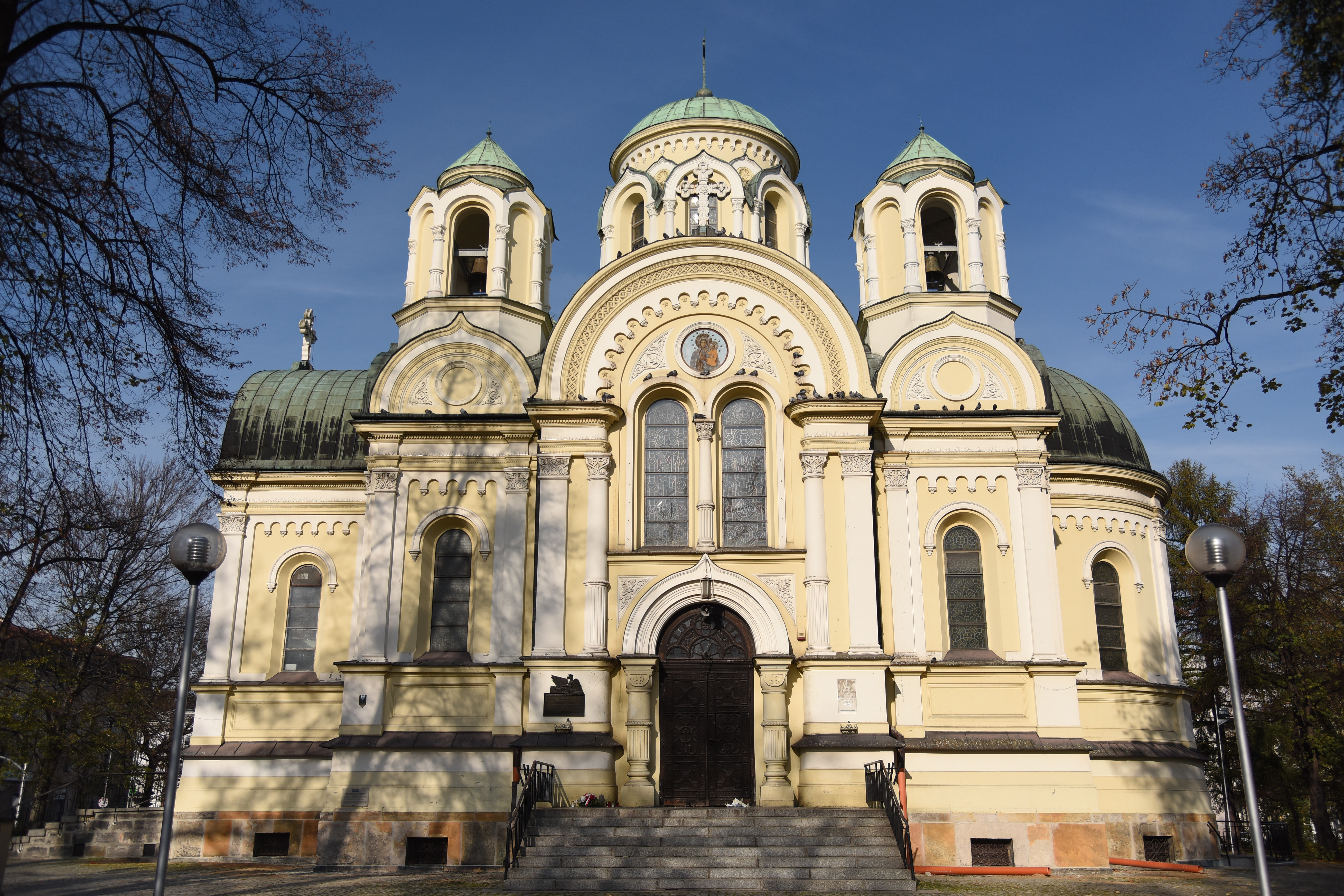
Kostel sv. Jakuba v Čenstochové, výhled od Aleje Nejsvětější Panny Marie

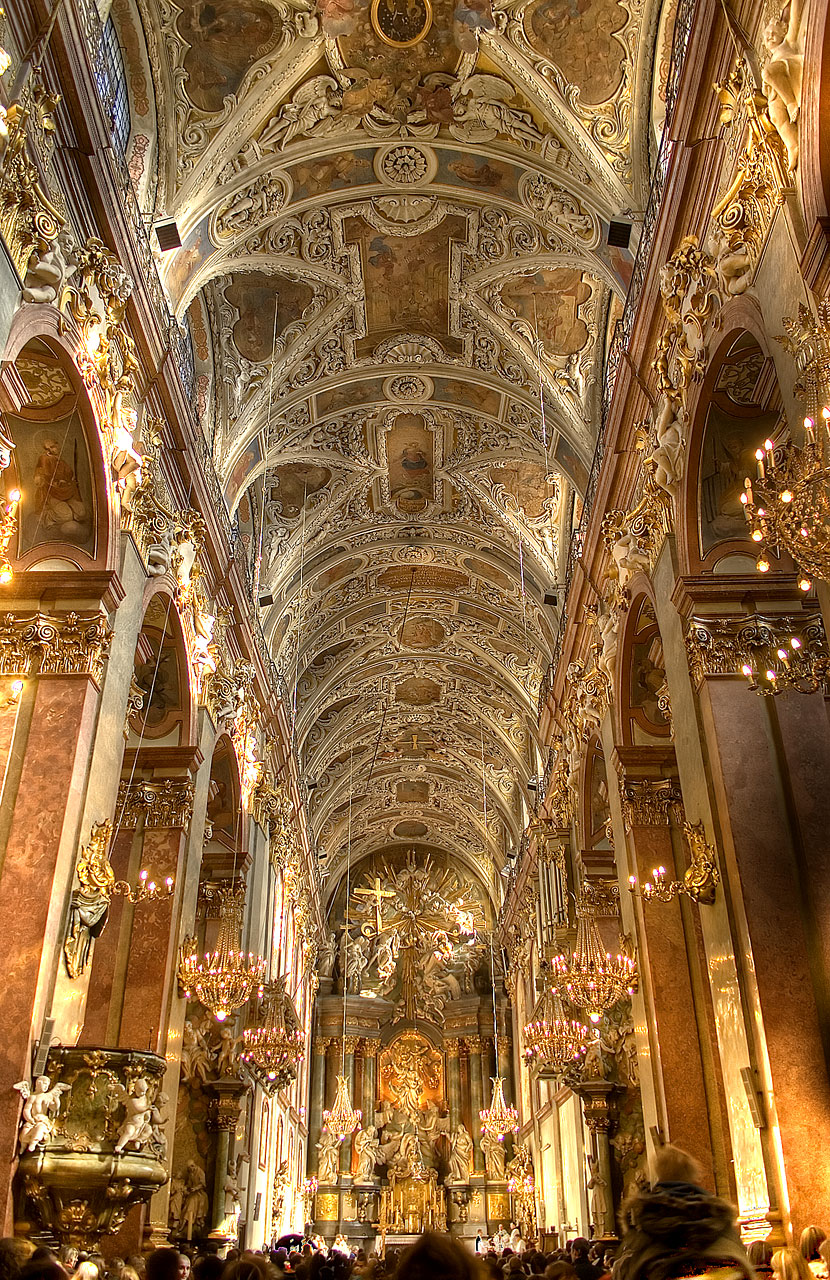
Jasnohorská bazilika

Turistika v Čenstochové je svázána hlavně s poutí k obrazu Matky Boží Čenstochovské na Jasné Hoře. Samotný klášterní komplex je největší, nejprestižnější a nejnavštěvovanější z čenstochovských památek.
Čenstochovou v roce 2005 navštívilo 4,5 milionu poutníků, z čehož přes 165 tisíc přišlo pěšky (údaje z tiskové kanceláře Jasné Hory).
Zajímavé jsou také původní sakrální stavby Čenstochové:
- Novogotická Bazilika svaté Rodiny (vybudovaná v letech 1901–1927)
- Kostel sv. Jakuba (dříve pravoslavný kostel) na náměstí Biegańského
- Kostel sv. Zikmunda (nejstarší) na náměstí Daszyńského
- Kostel evangelicko–augsburský ve Středoměstí (v Koperníkově ulici)
- Kostel sv. Barbory v podjasnohorské čtvrti
- Kostel sv. Josefa v Rakově (v ulici Okrzei)
- Kostel Nejsvětějšího jména Marie v Aleji Nejsvětější Panny Marie
- Kostely umírajícího Pana Ježíše a povýšení svatého Kříže v Čenstochovce
- Kaple zmrtvýchvstání Pána v centrální části hřbitova Kule
- Kostel svatých Rocha a Šebestiána na hřbitovu sv. Rocha
- Katedrála polskokatolická Matky Boží Královny Apoštolů v ulici Jasnohorské
- Pravoslavný kostel v Koperníkově ulici

Zvlášť důležitou památkou je židovský hřbitov ve čtvrti Zawodzie.
Zajímavá je taktéž zástavba ulice sedmi Kamenic z 19. století nebo také archeologická rezervace lužické kultury ve čtvrti Raków.

## Muzea
- Muzejní sbírky kláštera paulínů na Jasné Hoře vynikají vzácnými klenoty Čenstochovské madony
- Čenstochovské muzeum spravuje tři expozice:
  - Muzeum historie železnice na nádraží Čenstochová Stradom
  - Muzeum výroby zápalek
  - Pamětní pokoj Haliny Poświatowské
- Muzeum čenstochovské arcidiecéze sídlí při katedrále a obstarává je církev.

Výlety po Čenstochové jsou často spojovány také s prohlídkou Krakovsko–Čenstochovské vysočiny.

### Turistické trasy
Ve městě začínají tyto značené turistické trasy:
- červená Trasa Orlích hnízd
- červená Trasa Věluňské jury
- zelená Trasa Bojů sedmi divizí pěchoty

## Partnerská města
| Spřátelená města:    | Sblížená města:  |
| -------------------- | ---------------- |
| Altötting            | Fatima           |
| Betlém               | Kamenec Podolský |
| Freiburg im Breisgau | Loreto           |
| Nazaret              | Lurdy            |
| Řežice               | Pforzheim        |
| Štýrsko              | South Bend       |
| Šiauliai             |                  |
| Zapopan              |                  |

## Doprava

### Silniční doprava

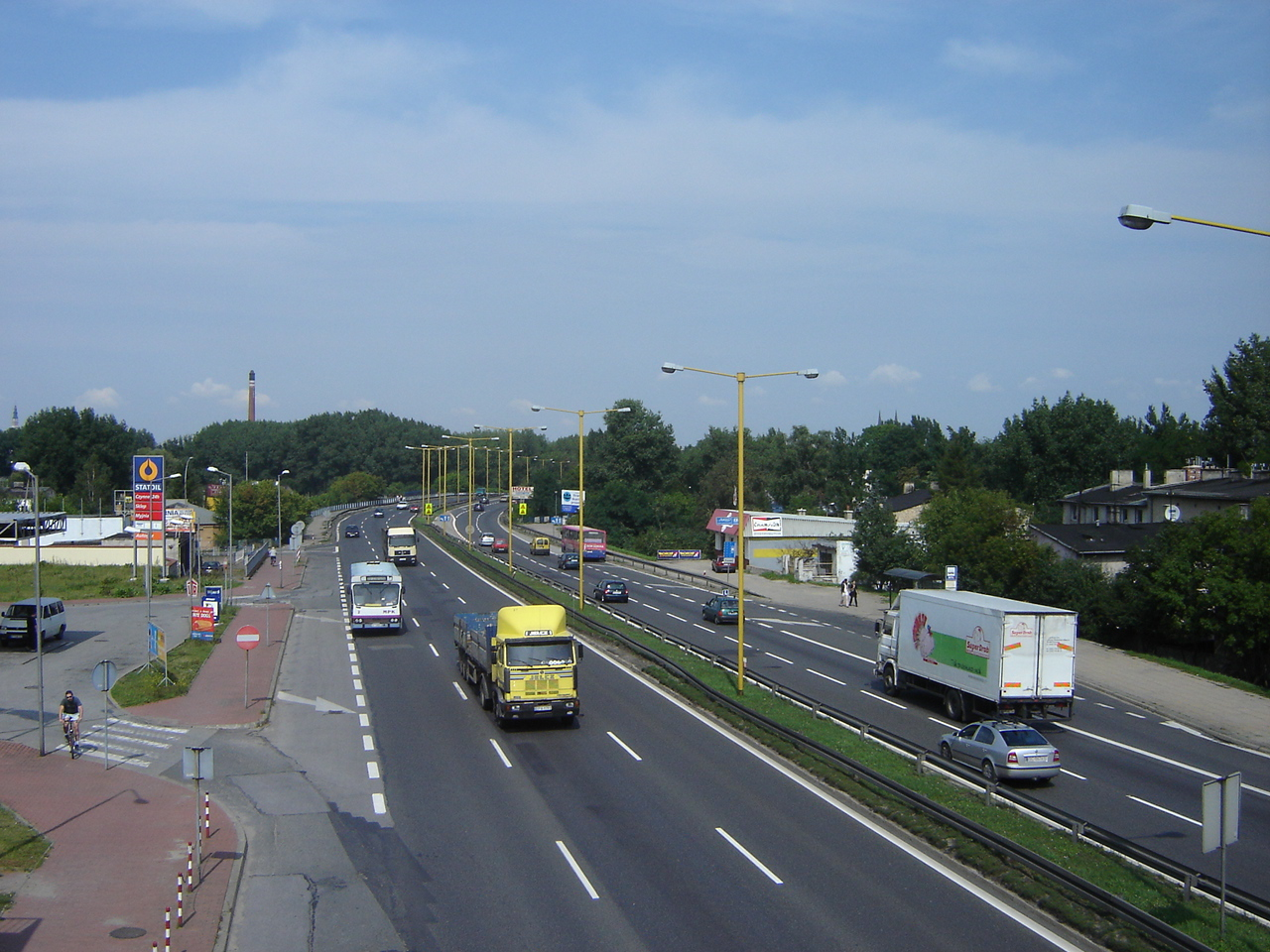
Zemská silnice číslo 1 v čenstochovské čtvrti Poslední Groš

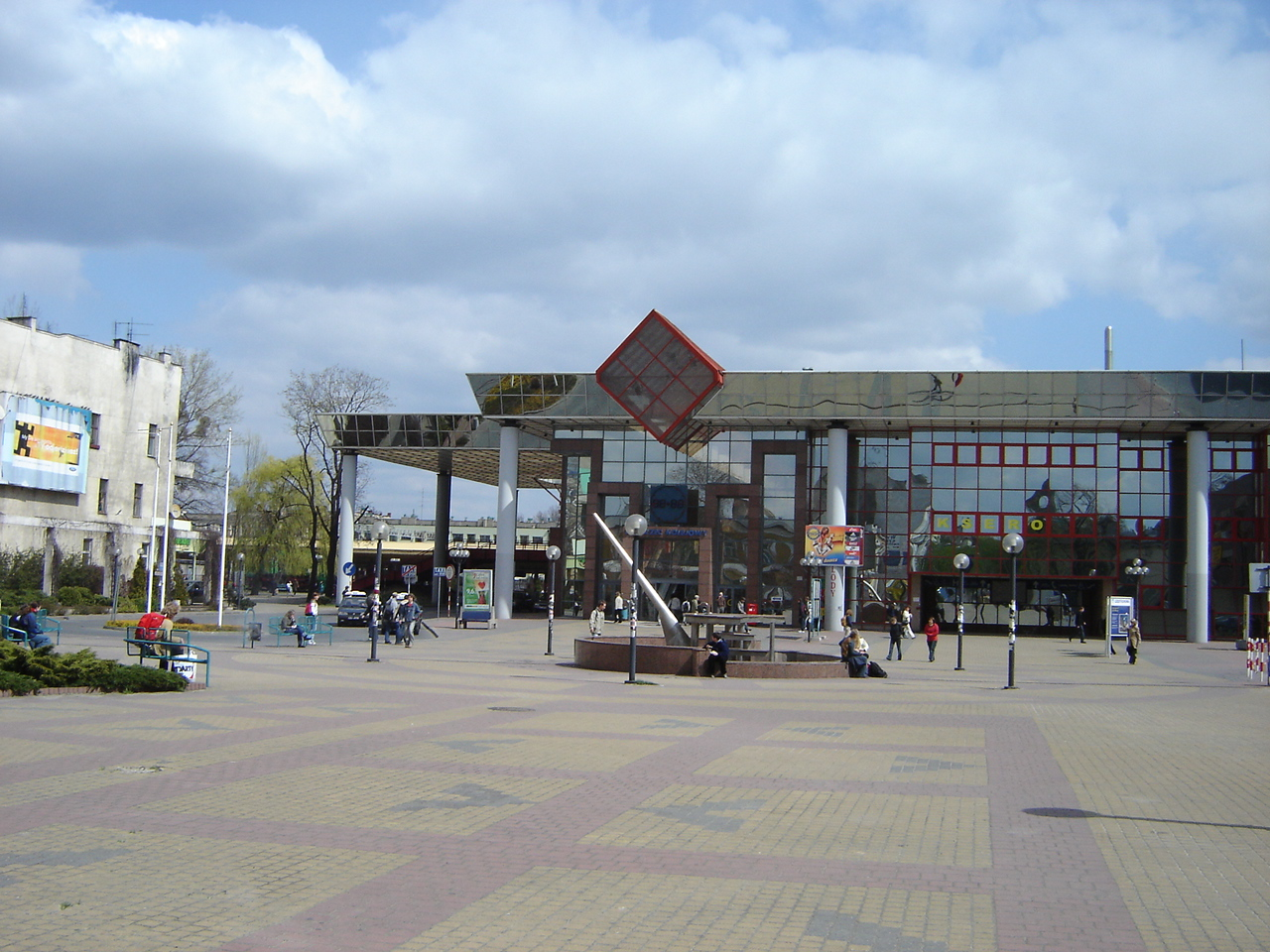
Náměstí Rady Evropy a Osobní nádraží Čenstochová

Čenstochovou protíná síť zemských silnic (kategorie K) umožňující automobilové spojení s největšími městy Polska.
- K-1, E-75 – Gdaňsk – Toruň – Lodž – Piotrków Trybunalski – Čenstochová – Těšín – státní hranice
- K-46 – Szczekociny – Čenstochová – Lubliniec – Opolí – Nysa – Kladsko
- K-91 – Čenstochová – Radomsko – Piotrków Trybunalski
- PL-K-43 – Věluň – Čenstochová

Síť doplňují vojvodské silnice:
- W-483 – Čenstochová – Łask
- W-491 – Čenstochová – Działoszyn – (Věluň)
- W-494, K-45 – Čenstochová – Olesno – Bierdzany
- W-908 – Čenstochová – Bytom
- W-786 – Čenstochová – Kielce

V budoucnu bude probíhat přes severozápadní okraj města dálnice A-1, která tak vytvoří západní obchvat města.
V aleji Volnosti se nachází autobusové nádraží.

### Železniční doprava

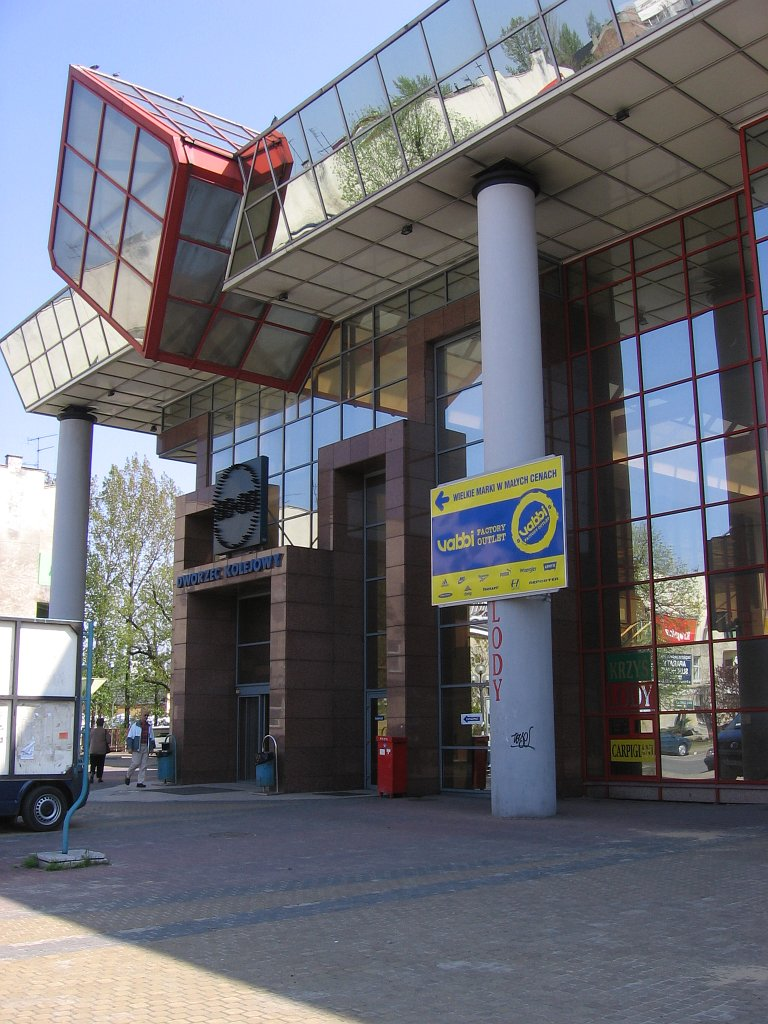
Osobní nádraží Čenstochová

Město protínají železniční tratě: Lubliniec – Kielce (tzv. Lublinecko–Kielecká dráha) a Varšava Centrální – Katovice (bývalá varšavsko–vídeňská dráha) s odbočkou do stanice Chorzew Siemkowice, která spojuje město s uhelnou magistrálou.
Osobní železniční doprava je zajišťována stanicemi Čenstochová Gnaszyn, Čenstochová Raków, Čenstochová Stradom, Čenstochová Aniołów a nejdůležitější, moderní stanicí, otevřenou po přestavbě v roce 1996 – Čenstochová Osobní nádraží (bývalá Čenstochová Hlavní nádraží), nacházejícím se v samotném centru města (mezi alejí Volnosti a ulicí J. Piłsudského).

### Městská doprava

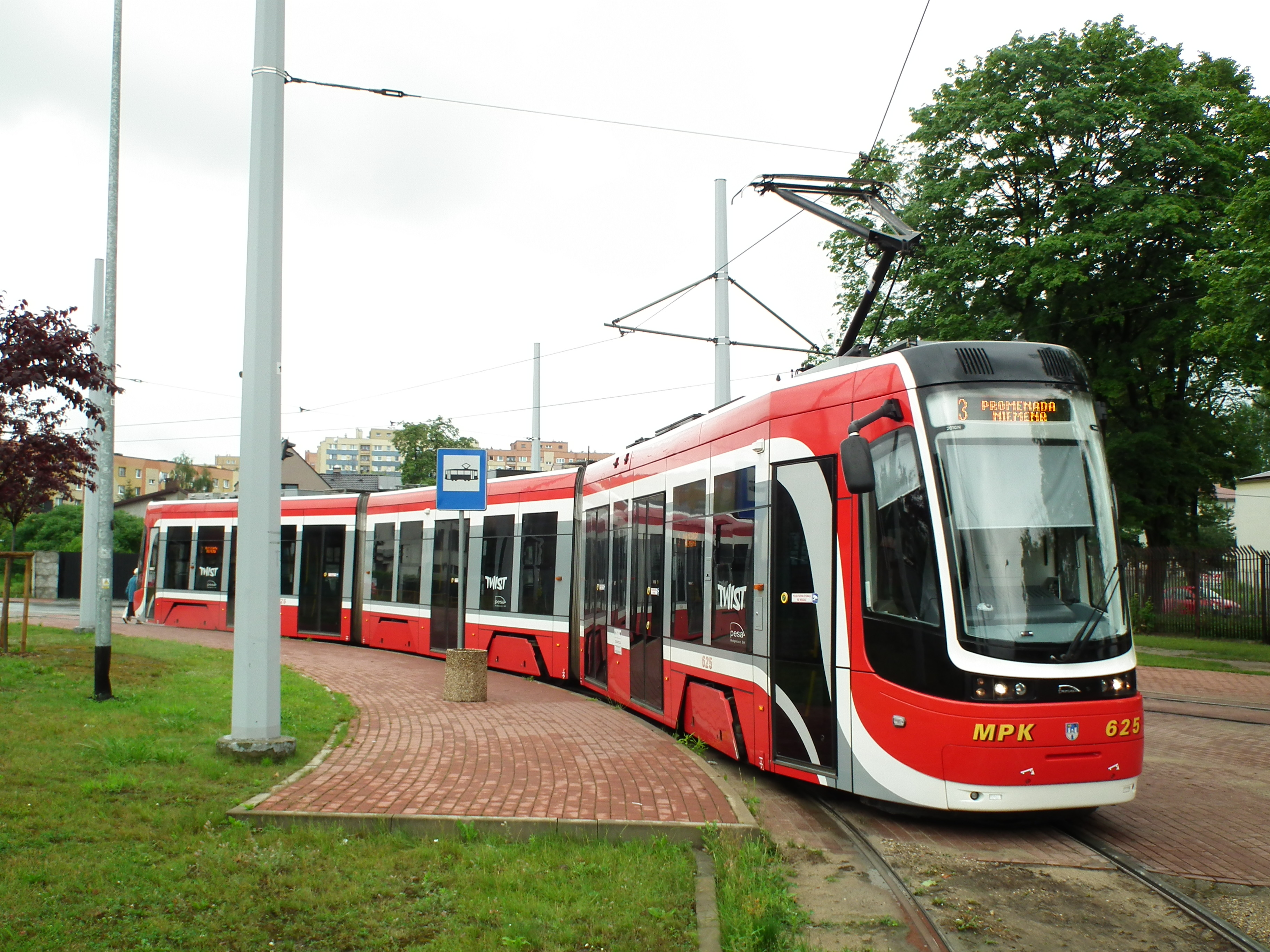
Tramvaj v Čenstochové

Městskou i příměstskou dopravu obsluhuje hlavně společnost Městský dopravní podnik v Čenstochové, spol. s r. o., a to dvěma tramvajovými linkami (2 tratě) a 34 autobusovými linkami, které obsluhují většinu města jakožto i některé přilehlé oblasti (příměstské linky).
Kontrola lístků je na menších zastávkách prováděna přímo řidiči autobusů. Noční městskou dopravu zajišťují pouze tramvaje.
Na trase Lisiniec – Zawodzie nabízí firma Mazan–Bus přepravní služby autobusy. Bus Express obsluhuje trasu z ulice Makuszyńského do čtvrti Mirów.
Bezplatnou dopravu do hypermarketů Tesco a Auchan zajišťuje firma Biersy.
Dopravu na území města nabízí jak PKS Čenstochová, tak i GZK Rędziny a PKP (železnice). Všechna nádraží nabízejí osobní dopravu.

### Letecká doprava
Ve městě není činné dopravní letiště. Nejbližší letiště se nalézá v Pyrzowicích (asi 60 km, 45 minut autem).
V roce 1983 nabízely jednu sezónu Polské aerolinky LOT spojení z letiště v obci Rudniki, vzdáleného od centra města sotva 15 km. Dříve bylo letiště vojenské, dnes je v soukromých rukách, se sportovním zaměřením (část jeho území využívá Čenstochovský Aeroklub). Existuje možnost spojení malými soukromými letadly, k obsluze velkých letadel není připraveno. Na letišti je zanedbaná betonová přistávací a vzletová dráha (2000 x 60 m). Dlouholeté snahy radnice na přebudování letiště na osobní nebo nákladní doteď neměly úspěch v podobě finanční podpory z jakéhokoliv zdroje a dokonce ani v podobě právní úpravy jeho statusu.

## Kultura
K nejvyšším kulturních institucím Čenstochové patří Filharmonie a Divadlo Adama Mickiewicze. S kulturní činností je svázáno také Centrum pomoci kultury "Gaude Mater", které je hlavním organizátorem Mezinárodního festivalu sakrální hudby "Gaude Mater". Divadelní představení a jiné kulturní podniky se odehrávají také v Divadle From Poland.
Ve městě působí také od roku 1991 studijní kino Centra filmové kultury, a také – po několikaleté přestávce znovuotevřené v prosinci roku 2004 – kino Cinema City Volnost.
Na území Čenstochové působí taktéž četné ženské, mužské i smíšené sbory. Nejstarším je Řemeslnický mužský chór "Pochodnia".
Mezi další patří Akademický sbor čenstochovské Polytechniky "Collegium Cantorum" nebo Sbor katedrály sv. Rodiny "Basilica Cantans". Tyto sbory získali četná ocenění na národních i mezinárodních festivalech.

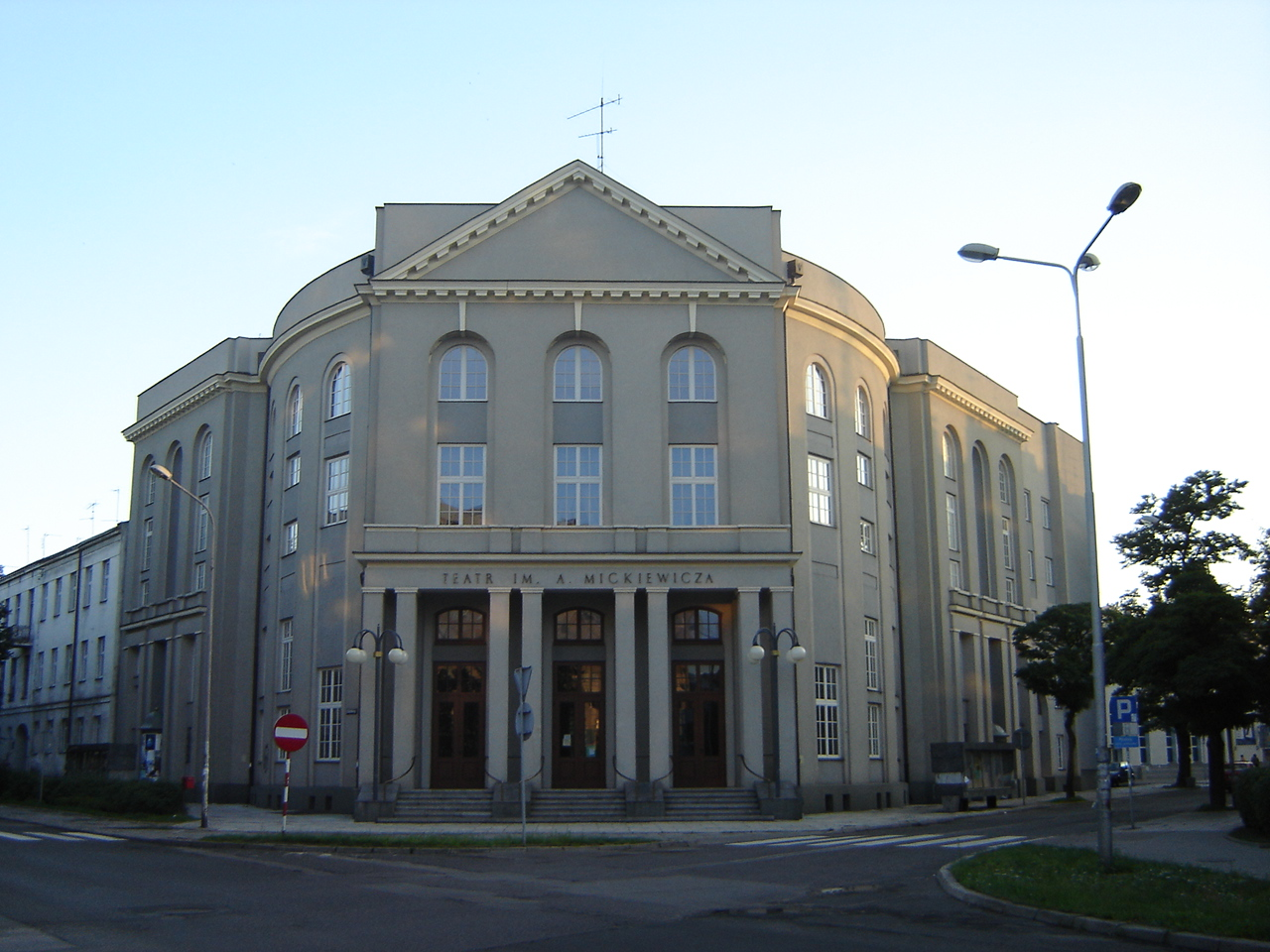
Budova divadla Adama Mickiewicze

Městská Galerie umění (Galeria Sztuki) se zabývá vystavováním malby, soch, grafik a fotografií, klade zvláštní důraz na současnou tvorbu. Zvláště známá je výstava prací Zdislava Beksińského, která se v roce 2006 přeměnila ve stálé Muzeum Zdislava Beksińského. Vystavováním a sbírkou výtvarných děl se zabývá rovněž Čenstochovské muzeum a řada malých soukromých galerií, jako například Muzeum Představivosti Tomáše Sętowského nebo Galerie Lonty Petry.
Nezvyklým počinem je od roku 2004 organizovaná Kulturní noc, jejímž cílem je vybídnutí obyvatel Čenstochové k účasti na kulturních akcích.
V Čenstochové působí Státní liceum výtvarných umění Jacka Malczewského nebo Spolek múzických umění Martina Żebrowského. Na území města taktéž existuje několik múzických spolků pro děti a mládež jako Společná baletní škola v Čenstochové.
Mládežnický dům kultury a Regionální centrum kultury také organizují spoustu záslužných aktivit, jako například Celopolskou poetickou soutěž Haliny Poświatowské.

## Školství

### Vysoké učení

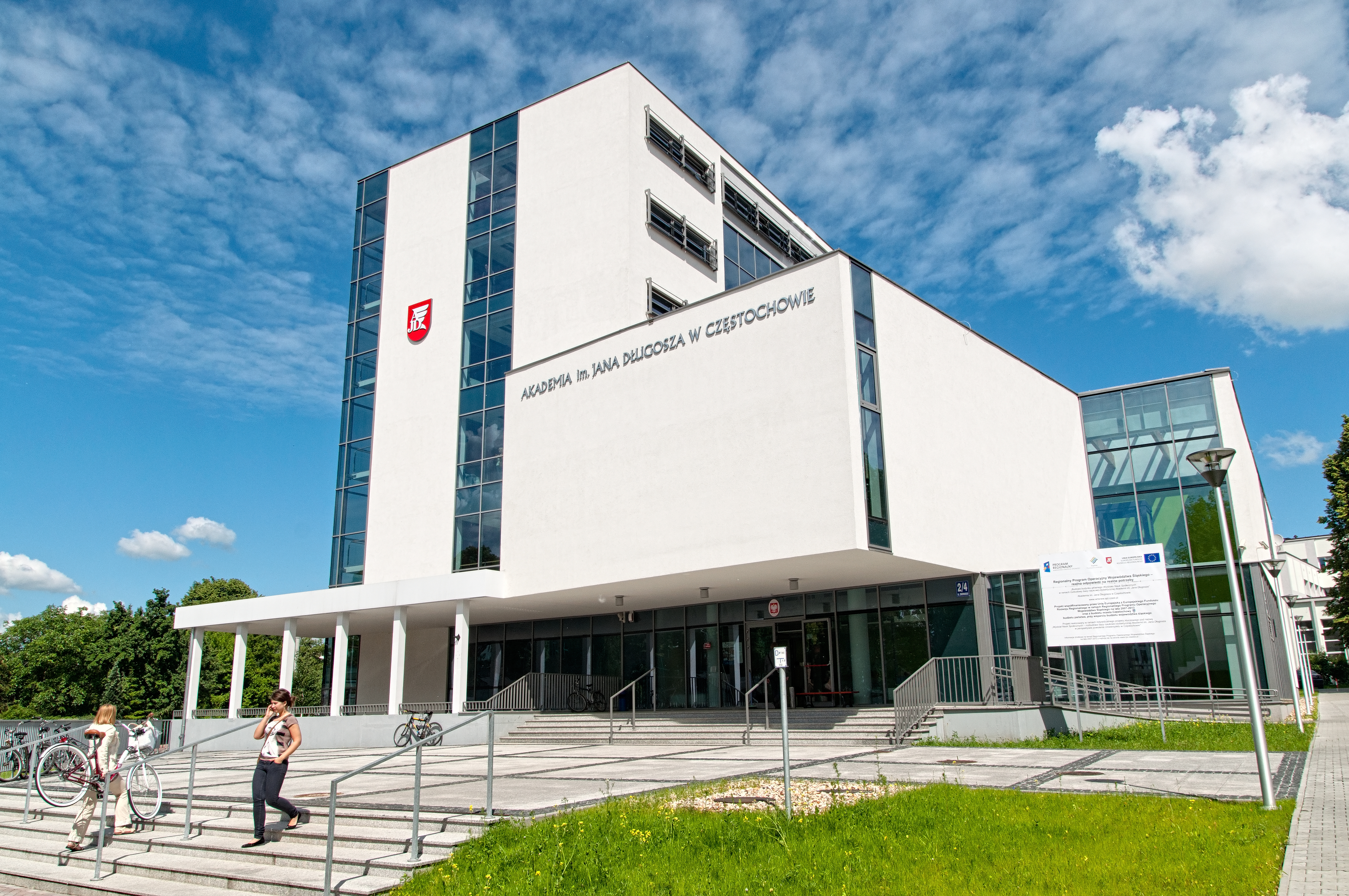
Akademie Jana Długosze v Čenstochové, Pedagogická fakulta

- Akademie Jana Długosze v Čenstochové (dříve Vysoká pedagogická škola v Čenstochové)
- Polanská Akademie (dříve Vysoká škola cizích jazyků a ekonomie)
- Polytechnika Čenstochovská
- Čenstochovská všeobecná universita Společnosti všeobecné vědy
- Vysoká škola hotelová a turistiky
- Vysoká škola lingvistická v Čenstochové
- Vysoká škola managementu
- Centrum evropských jazyků – Učitelské kolegium cizích jazyků v Čenstochové
- Vysoký duchovní seminář čenstochovské arcidiecéze
- Centrální škola státních hasičů v Čenstochové
- Teologický institut v Čenstochové

### Střední školy
- I. Sociální všeobecné lyceum Zbigniewa Herberta Společné osvětové společnosti v Čenstochové
- I. Všeobecné lyceum Juliusze Słowackého v Čenstochové
- II. Všeobecné lyceum Romualda Traugutta v Čenstochové
- III. Všeobecné lyceum Władysława Biegańského v Čenstochové
- IV. Všeobecné lyceum Henryka Sienkiewicze v Čenstochové
- V. Všeobecné lyceum Adama Mickiewicze v Čenstochové
- VI. Všeobecné Lyceum Jarosława Dąbrowského v Čenstochové
- VII. Všeobecné lyceum Mikołaje Kopernika v Čenstochové
- VIII. Všeobecné samosprávné lyceum v Čenstochové
- IX. Všeobecné lyceum Cypriana K. Norwida v Čenstochové
- Spolek ekonomických škol v Čenstochové
- Státní lyceum výtvarných umění Jacka Malczewského v Čenstochové
- Spolek mechanicko–elektrických škol v Čenstochové
- Spolek škol Jana Kochanowského v Čenstochové
- Spolek škol gen. Władysława Anderse v Čenstochové
- Spolek technických a všeobecných škol Stefana Żeromského v Čenstochové
- Spolek škol Władysława Stanisława Reymonta v Čenstochové
- Spolek škol Bolesława Prusa v Čenstochové
- Spolek automobilově–stavebních škol v Čenstochové
- Spolek technických škol v Čenstochové
- Technicko–vědecké vzdělávací centrum v Čenstochové
- Nižší duchovní seminář čenstochovské arcidiecéze

### Vyšší školy
- Centrální státní škola hasičů v Čenstochové
- Lékařské centrum výuky
- Vyšší škola veřejné správy v Čenstochové
- Vyšší škola detektivní a pracovníků ochranky "LIDER"
- Vyšší škola gastronomická
- Vyšší škola informatiky a internetu
- Vyšší škola managementu a financí
- Vyšší centrum závodního vzdělávání Společnosti polských osvícenců
- Vyšší Studium sociální výuky a ekonomie
- Vyšší Studium technické výuky pro dorost
- Vyšší Studium ekonomického účetnictví Společnosti účetních v Polsku
- Studium projektování a propagace

### Odborná učiliště
- Polské učiliště numismatické – Oddělení dr. Władysława Terleckého
- Čenstochovské naučné učiliště
- Polské učiliště kompozitních materiálů
- Čenstochovské lékařské učiliště

## Sport

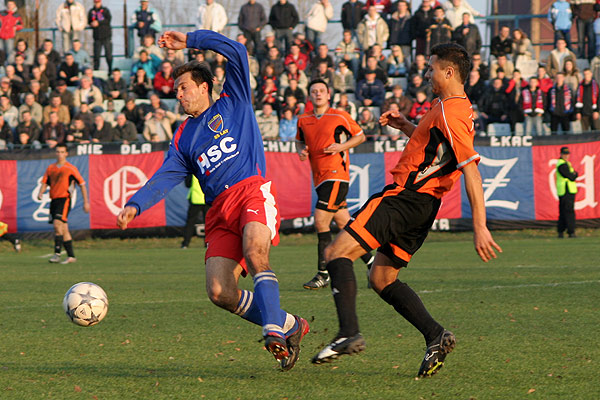
Zápas třetí ligy – Raków Czenstochowa – MZKS Chrobry Głogów

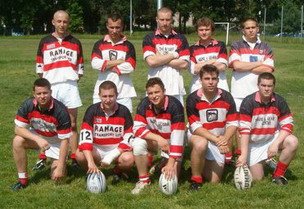
Čenstochovští ragbisté před turnajem Ragby 7 v Sochačevě

- cyklistika: Paged MBK Scout Čenstochová
- košíková: Tytan Čenstochová
- lehká atletika: Budowlani Čenstochová
- kopaná: Raków Čenstochová, KS Čenstochová, Victoria Čenstochová, KS Čenstochovka–Parkitka, Skra Čenstochová, Orel Kiedrzyn, Modří Aniołów, Plamen Kuźnica Marianowa, Orkan Gnaszyn, Olimpijczyk Čenstochová
- ženská kopaná: Gól Čenstochová, Olimpijczyk Čenstochová
- ragby: Rugby Club Čenstochová
- odbíjená: AZS Čenstochová, SPS Politechnika Čenstochová, Domex AZS Čenstochová, Sportovní klub Delic–Pol Norwid Čenstochová
- plachtění: Čenstochovský aeroklub
- ping pong: AJD Print Cycero Rolnik AZS Čenstochová, AZS AJD Mustang Čenstochová
- tenis: CKT Victoria
- plochá dráha: Włókniarz Čenstochová, UŚKS Speedway Čenstochová
- vzpírání Sportovní klub Polonia Čenstochová

## Média

### Tisk
V Čenstochové denně vychází lokální přídavek ke Gazetě Wyborcze (od roku 1991), jakož i Życie Częstochowskie (Čenstochovský život), což je pokračování plátku Życie Częstochowy (Život Čenstochové) vycházejícího od roku 1947 jako mutace plátku Życie Warszawy (Život Varšavy). Mezi týdeníky pak patří Gazeta Częstochowska (Čenstochovské noviny) (od roku 1956) nebo Częstochowski Tygodnik Regionalny "7 Dni" (Čenstochovský regionální týdeník "7 dní"). Kromě toho se ve městě objevují celopolský katolický týdeník "Niedziela" (neděle), několik kulturních periodik (například čtvrtletníky "Aleje 3", "Bulion") nebo "Ziemia Częstochowska" (Čenstochovský kraj). Ve městě je také k dostání odnož "Dzienniku Zachodnieho" (Západní deník).

### Rozhlas
Mezi rádia patří Radio C. (patří do sítě rádií Złote Przeboje (Zlaté hity)), Radio Jasna Góra (Rádio Jasná Hora) nebo Arcidiecézní katolický rádiový rozhlas "Fiat". Svoje lokální studio v Čenstochové má Polské rádio Katovice. V letech 1995–2001 zde mělo lokální redakci rádio RMF FM. V roce 2006 nahradila stanice RMF MAXXX (vedoucí v rozsahu lokálního zpravodajství z Čenstochové) městské rádio Radio Fon (existující od roku 1995). Existuje zde také internetové rádio radiomarconi.pl.

### Televize
Čenstochová nemá televizi v pravém slova smyslu. Obyvatelé čtvrti Tisíciletí mají přístup k městské televizi Orion, ve městě navíc existuje regionální redakce TVP Katowice.

### Internet
Na internetu působí několik informačních portálů týkajících se Čenstochové:
- czestochowa.pl – oficiální stránky města
- czestochowa.bip-gov.pl – buletin veřejných věcí města
- czestochowa.simis.pl – čenstochovský informační servis
- kierunekczestochowa.pl – čenstochovský informační servis
- czestochowaonline.pl – čenstochovské informace
- czestochowskie.pl – čenstochovské informace
- 3aleje.info – čenstochovské informace
- czestochowa.wita.pl – portál obyvatel
- czestochowiak.pl – portál zdejších
- czestochowaforum.pl – fórum, komentáře obyvatel
- iczestochowa.pl – fórum
- forumczestochowa.pl – diskusní fórum
- wizytownik.info – komerční katalog firem z Čenstochové a okolí
- czewka.pl – zábava a nákupy v Čenstochové a okolí
- clubbing.czest.pl – kultura v Čenstochové
- sport.czest.pl – sport v Čenstochové
- astar.czest.pl – kopaná v čenstochovském regionu

## Kostely a křesťanské náboženské spolky na území města

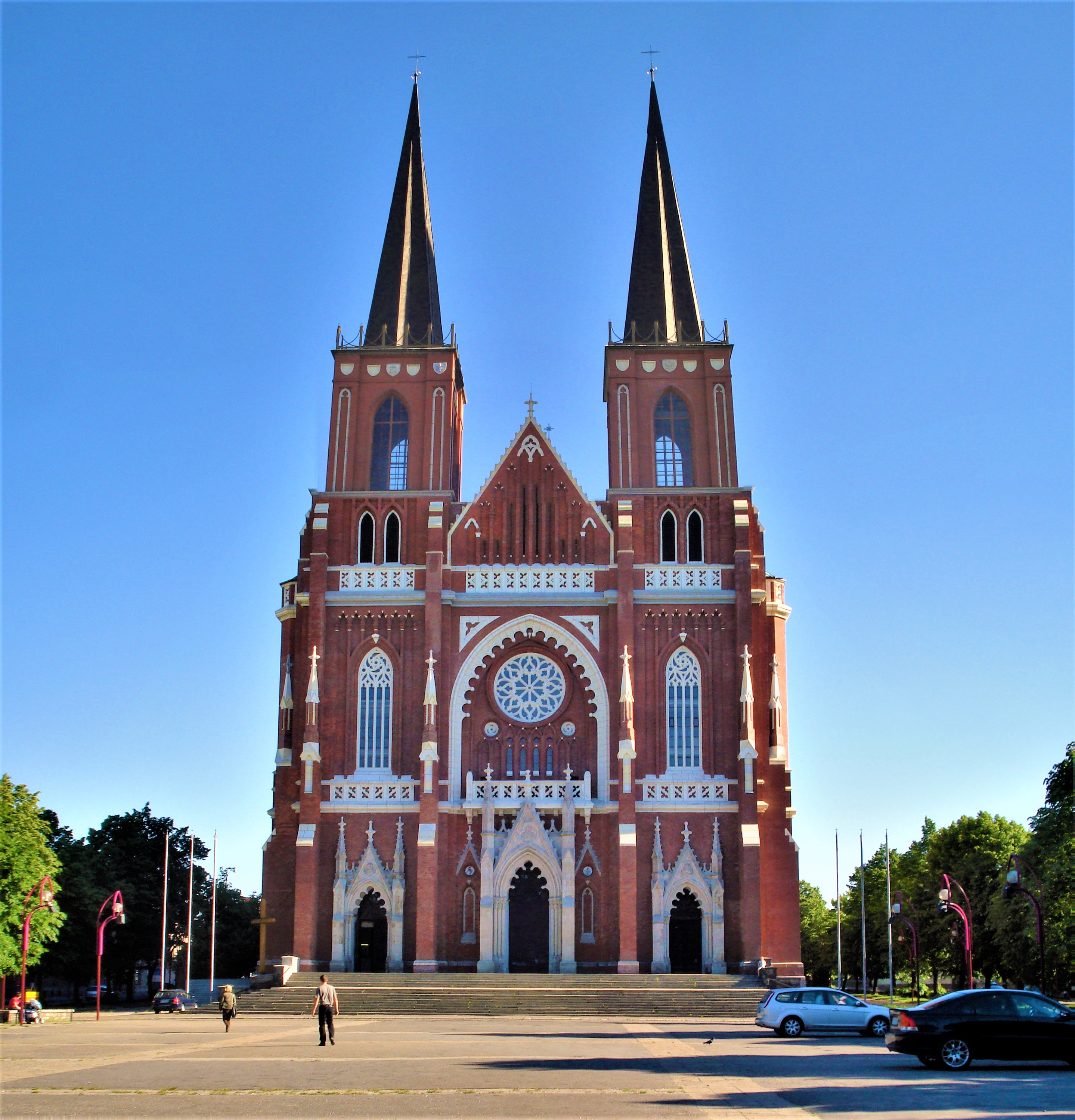
Bazilika svaté Rodiny v Čenstochové

- Klášter paulínů – Jasná Hora, od roku 1382
- Římskokatolická církev – katedrála, četné kláštery a farnosti
- Evangelická církev augsburského vyznání – Farnost Nanebevstoupení Páně
- Polskokatolická církev – Katedrála Matky Boží Královny apoštolů
- Polská autokefální pravoslavná církev – Pravoslavný chrám čenstochovské ikony Matky Boží
- Baptisté – Sbor Křesťanské církve baptistů Společenství živé vody
- Křesťanská církev Slovo víry – Sbor Křesťanské církve Slovo víry
- Církev svobodných křesťanů – Náboženská obec Církve svobodných křesťanů v Čenstochové
- Letniční církev – Sbor letniční církve Hosanna
- Adventisté sedmého dne – Náboženská obec Církve Adventistů sedmého dne v Čenstochové

## Známé osobnosti spjaté s Čenstochovou
- Karel Janeček (1903–1974) – český hudební teoretik, skladatel, pedagog
- Jerzy Duda–Gracz – umělecký malíř, kreslíř, scénograf , pedagog
- Halina Poświatowska – básnířka
- Władysław Biegański – lékař, filosof, sociolog
- Kazimierz Pużak – politik PPS
- Mieczysław Dąbkowski – inženýr, generál Polské armády
- Janusz Iwański – jazzový muzikant, skladatel
- Kalina Jędrusiková – herečka
- August Kowalczyk – herec, někdejší režisér Divadla Adama Mickiewicze
- Jerzy Kulej – boxer, olympijský medailista, politik
- Bronisław Idzikowski – plochodrážník
- Marek Czerny – plochodrážník
- Piotr Machalica – umělecký ředitel divadla Adama Mickiewicze
- Ludmiła Marjańska – básnířka, překladatelka
- Muniek Staszczyk – zpěvák skupiny T.Love
- Ireneusz Bieleninik – televizní zpravodaj
- Jerzy Kossela – muzikant, člen skupin Modro–černí, Pięciolinie a Červené kytary.
- Janusz Darocha – pilot, několikanásobný mistr světa v létání
- Aleksander Klepacz – člen skupiny Formacja Nieżywych Schabuff
- Jan Pospieszalski – muzikant, televizní redaktor
- Marcin Pospieszalski – muzikant, skladatel
- Mateusz Pospieszalski – muzikant, skladatel
- Marek Perepeczko – někdejší umělecný ředitel divadla Adama Mickiewicze
- Marek Przybylik – žurnalista, jeden ze stálých hostů programu Kontaktní čočka v TVN24
- Tomasz Skory – rozhlasový žurnalista
- Stanisław Steczkowski – dirigent, pedagog
- Andrzej Szewiński – Volejbalista, reprezentant Polska, politik, polityk
- Sławomir Drabik – plochodrážník, dvounásobný individuální mistr Polska
- Wiesław Drzewicz – herec
- Piotr Gacek – volejbalista, reprezentant Polska
- Henryk Talar – herec, někdejší ředitel divadla Adama Mickiewicze
- Włodzimierz Skalik – pilot, mistr světa v létání
- Mieczysław Wojnicki – zpěvák, operní herec
- Łukasz Wylężałek – režisér

## Čestní občané města Čenstochová
Tento titul uděluje prezident města Čenstochová za zvláštní zásluhy pro město. Titul vlastní čtyři osoby:
- Jan Pavel II. (15. srpna 1991)[9]
- Ryszard Kaczorowski (19. května 2003)[10]
- Marie a Pierre Chaubonovi (14. června 2008)[11]
- Zygmunt Rolat (26. ledna 2012)[12]